# Tesoro di Cuerdale

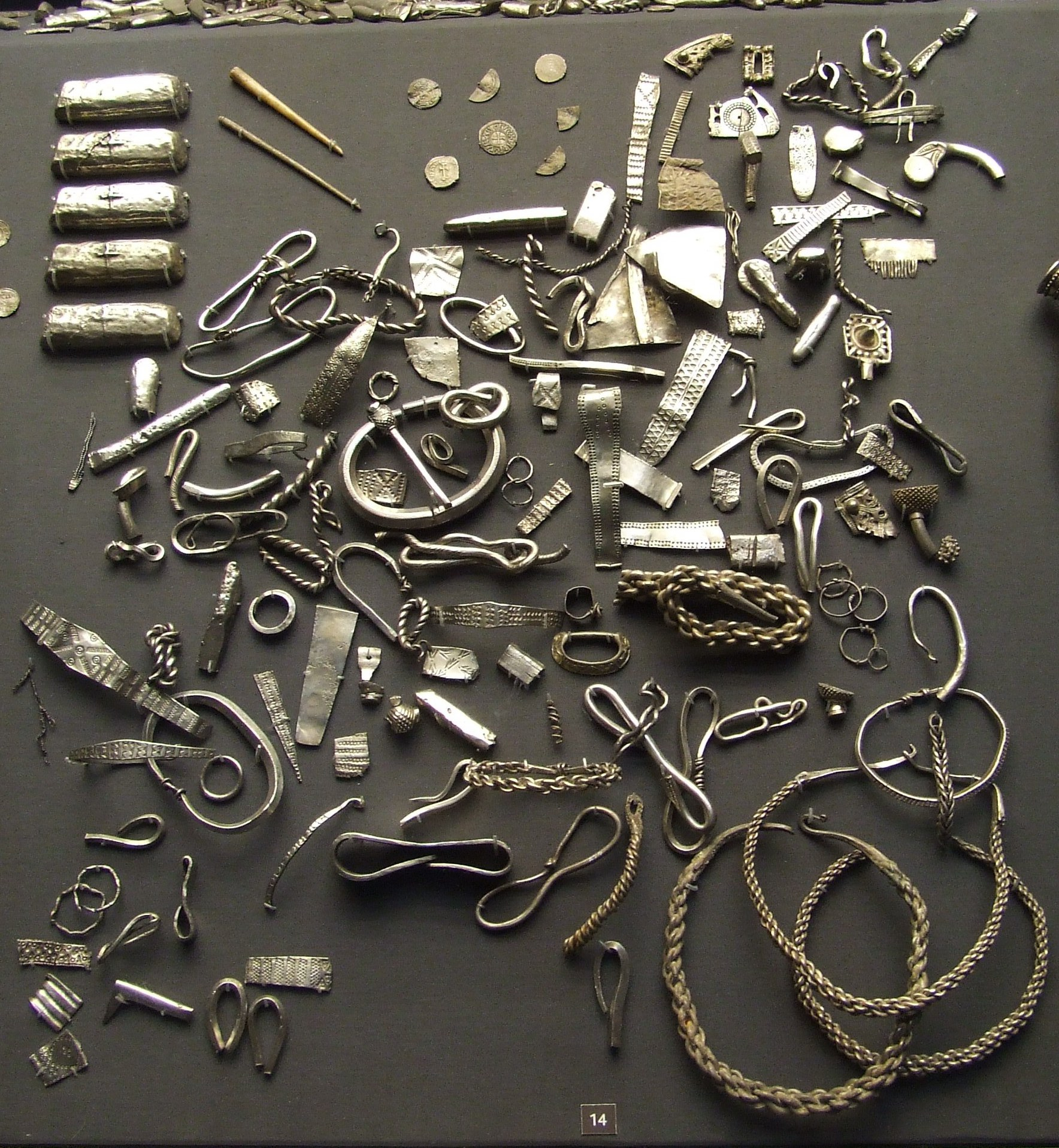
Selezione di oggetti in argento presi dal tesoro di Cuerdale, esposti presso il British Museum

Il tesoro di Cuerdale è un tesoro composto da oltre 8.600 oggetti, tra cui monete in argento, gioielleria inglese e carolingia, oggetti in argento e metallo. Fu scoperto il 15 maggio 1840 sulla riva meridionale di un'ansa del fiume Ribble, in un'area chiamata Cuerdale a South Ribble, vicino alla città di Preston (Lancashire, Inghilterra). Il tesoro di Cuerdale è il più ricco tesoro vichingo d'argento mai scoperto fuori dalla Russia, e supera come numero di pezzi e peso qualsiasi altro tesoro trovato in Scandinavia o in altre aree occidentali colonizzate dai Vichinghi.
Le monete che fanno parte del tesoro provengono da tre fonti distinte, rappresentate in proporzione 5:1:1. I regni vichinghi dell'Inghilterra orientale sono i più rappresentati; gli altri due sono le monete del Wessex di Alfredo il Grande e di quelle provenienti dall'estero, compresi esemplari bizantini, scandinavi, islamici, papali, italiane e carolingie, molte delle quali provenienti da Aquitania. Queste ultime, come suggerito da Richard Hall, furono prese dai Vichinghi durante i loro raid dell'898.

## Scoperta
Il tesoro fu scoperto da un gruppo di operai che stavano riparando l'argine del fiume. Si trovava in un forziere di piombo, che provava il fatto che il tesoro fu diviso in piccole sacche. Subito dopo la scoperta fu recuperato dai balivi proprietari del terreno, assicurando che gli oggetti restassero uniti, nonostante gli operai avessero tentato di prendere una moneta ciascuno. Il tutto fu dichiarato tesoro ritrovato e fu gestito dalla regina Vittoria quale duchessa del Lancaster.
Il ducato lo passò al British Museum di Londra, dove la maggior parte degli oggetti è tuttora depositata. Circa 60 oggetti selezionati sono esposti presso l'Ashmolean Museum di Oxford. Alcune monete coniate a Quentovic, nella Francia settentrionale (forse l'odierna Étaples) si trovano presso lo Château de Boulogne-sur-Mer.

## Origini
Si crede che le monete siano state sepolte tra il 903 ed il 910, poco dopo che i Vichinghi furono espulsi da Dublino nel 902. In quel periodo la Ribble Valley era un'importante rotta vichinga che univa il Mare d'Irlanda e York. La presenza di numerose monete norrene appena coniate a York, e di molti ciondoli irlandesi, convinse gli esperti che si potesse trattare di una cassa di guerra appartenente agli esuli irlandesi che intendevano rioccupare Dublino partendo dall'estuario del Ribble, ma esistono altre teorie riguardo all'identità dei proprietari ed al motivo per cui fu sepolto.
Nel 1966 il numismatico M. Banks ipotizzò che il tesoro non sia stato sepolto dai Vichinghi, nonostante si trattasse di un tesoro vichingo, o almeno la maggior parte. Banks affermò che il tesoro di Cuerdale potesse essere un regalo alle chiese inglesi che pativano persecuzioni nelle aree dai Danelaw occupate dai Vichinghi. Dato che molte monete erano state coniate sulla Manica, disse Banks, si trattava probabilmente di un contributo dei Franchi cristiani ai fratelli inglesi.
Molti misteri circondano il ritrovamento del tesoro di Cuerdale. Poche ricerche archeologiche furono svolte sul sito di Cuerdale Hall. Queste ricerche avrebbero potuto dimostrare il motivo della sepoltura in quel luogo. L'orientamento di strade e campi sembra dimostrare l'antica esistenza di un ponte. Rob Curedale, discendente della famiglia De Keuerdale, propose una teoria alternativa secondo cui sarebbe stato sepolto da Sir Thomas de Molyneux, il quale occupò Cuerdale Hall organizzando un esercito di migliaia di persone con l'aiuto della nobiltà irlandese. Il tesoro sarebbe stato vecchio di secoli quando sarebbe stato acquistato in Irlanda e sepolto da Cuerdale.
Tra le altre teorie ce n'è una secondo cui l'argento avrebbe dovuto essere fuso e lavorato nelle vicinanze. Resti di fortificazioni e di un fossato fanno pensare che un grande edificio un tempo occupasse l'attuale sito di Cuerdale Hall.

## Folclore
L'esistenza del tesoro potrebbe essere stata conosciuta ben prima della sua scoperta. Un'antica tradizione locale del Preston-Lancashire afferma che chiunque si posizioni sulla riva meridionale del Ribble a Walton-le-Dale, e guardi verso Ribchester, avrebbe visto il più ricco tesoro dell'Inghilterra. L'elmo di Ribchester fu rinvenuto come parte di un tesoro romano nel 1796.

## Contesti
La presenza dei Vichinghi si può tuttora notare a Preston tramite i numerosi luoghi che da loro presero il nome. Il tesoro di Cuerdale è un esempio della ricca archeologia che esiste attorno a Preston, e comprende prove di storia preistorica e romana.
Il tesoro è elencato col numero 9 nella lista dei ritrovamenti archeologici britannici, redatta da esperti del British Museum nel 2003 per il documentario Our Top Ten Treasures della BBC Television presentato da Adam Hart-Davis.